# Rhinolophus arcuatus
Rhinolophus arcuatus (Peters, 1871) è un Pipistrello della famiglia dei Rinolofidi diffuso nell'Ecozona orientale e in Nuova Guinea.

## Descrizione

### Dimensioni
Pipistrello di piccole dimensioni, con la lunghezza totale tra 65 e 83 mm, la lunghezza dell'avambraccio tra 40 e 48 mm, la lunghezza della coda tra 16 e 23 mm, la lunghezza del piede tra 10 e 12 mm, la lunghezza delle orecchie tra 19 e 23 mm e un peso fino a 12 g.

### Aspetto
Le parti dorsali variano dal bruno-rossastro al marrone chiaro con la base dei peli più chiara mentre le parti ventrali variano dal giallo-brunastro al grigio-brunastro. Le orecchie sono di lunghezza media. La foglia nasale presenta una lancetta con i bordi diritti ed appuntita, un processo connettivo con il profilo semicircolare, una sella larga, ovale e più larga alla base. La porzione anteriore è larga, copre quasi interamente il muso ed ha un leggero incavo centrale alla base. Il labbro inferiore ha tre solchi longitudinali. La coda è lunga ed inclusa completamente nell'ampio uropatagio.  Il primo premolare superiore è piccolo e situato lungo la linea alveolare. 

### Ecolocazione
Emette ultrasuoni ad alto ciclo di lavoro con impulsi a frequenza costante di 66,5 kHz.

## Biologia

### Comportamento
Si rifugia all'interno di grotte, crepacci, ammassi rocciosi e cavità degli alberi dove forma piccoli gruppi fino ad una dozzina di esemplari..

### Alimentazione
Si nutre di insetti.

### Riproduzione
Le femmine danno alla luce un piccolo alla volta. Una femmina che allattava è stata catturata sull'isola di Ambon nel mese di novembre.

## Distribuzione e habitat
Questa specie è diffusa sull'isola di Sumatra, Borneo, nelle Isole Filippine, Isole Molucche centrali e in Nuova Guinea.
Vive in foreste primarie, secondarie ed aree agricole fino a 1.950 metri di altitudine.

## Tassonomia
Sono state riconosciute 7 sottospecie:
- R.a.arcuatus: Isole Filippine: Biliran, Bohol, Provincia di Camiguin, Catanduanes, Dalupiri, Dinagat, Fuga, Guinaras, Leyte, Lubang, Maripipi, Masbate, Mindoro, Negros, Palawan, Panay, Polillo, Samar, Sibutu, Sibuyan, Siquijor, Tablas, Tawitawi; Luzon;
- R.a.angustifolius (Sanborn, 1939): Wetar;
- R.a.beccarii (Andersen, 1907): Sumatra;
- R.a.exiguus (Andersen, 1905): Mindanao;
- R.a.mcintyrei (Hill & Schlitter, 1982): Nuova Guinea centro-orientale;
- R.a.proconsulis (Hill, 1959): Borneo;
- R.a.toxopeusi (Hinton, 1925): Buru e Ambon;

## Conservazione
La IUCN Red List, considerato il vasto areale, la tolleranza a diversi tipi di habitat e la popolazione presumibilmente numerosa, classifica R.arcuatus come specie a rischio minimo (Least Concern).